# Syrrusis milloti
Syrrusis milloti är en fjärilsart som beskrevs av Pierre E.L. Viette 1972. Syrrusis milloti ingår i släktet Syrrusis och familjen nattflyn. Inga underarter finns listade i Catalogue of Life.